# Ньёй
Ньёй (фр. Nieuil) — коммуна во Франции, находится в регионе Пуату — Шаранта. Департамент — Шаранта. Входит в состав кантона Сен-Кло. Округ коммуны — Конфолан.
Код INSEE коммуны — 16245.
Коммуна расположена приблизительно в 360 км к юго-западу от Парижа, в 80 км южнее Пуатье, в 37 км к северо-востоку от Ангулема.

## История
В XI веке был основан монастырь Св. Марии Магдалины, который просуществовал до XVI века.
В этих местах часто охотился король Франциск I, а на месте его охотничьего домика позже был построен замок Ньёй.
В XVII веке в местности Шамплорье была построена доменная печь, работавшая до XIX века. Кузница работала до 1930 года.

## Население
Население коммуны на 2008 год составляло 937 человек.
| 1962 | 1968 | 1975 | 1982 | 1990 | 1999 | 2008 |
| ---- | ---- | ---- | ---- | ---- | ---- | ---- |
| 1043 | 1021 | 941  | 931  | 954  | 907  | 937  |

## Администрация
| Период | Период | Фамилия      | Партия | Примечания |
| ------ | ------ | ------------ | ------ | ---------- |
| 2001   | 2008   | Симон Непу   |        |            |
| 2008   | 2014   | Жерар Гролло |        | пенсионер  |

## Экономика
В 2007 году среди 602 человек в трудоспособном возрасте (15—64 лет) 414 были экономически активными, 188 — неактивными (показатель активности — 68,8 %, в 1999 году было 66,1 %). Из 414 активных работали 377 человек (220 мужчин и 157 женщин), безработных было 37 (16 мужчин и 21 женщина). Среди 188 неактивных 57 человек были учениками или студентами, 57 — пенсионерами, 74 были неактивными по другим причинам.

## Фотогалерея

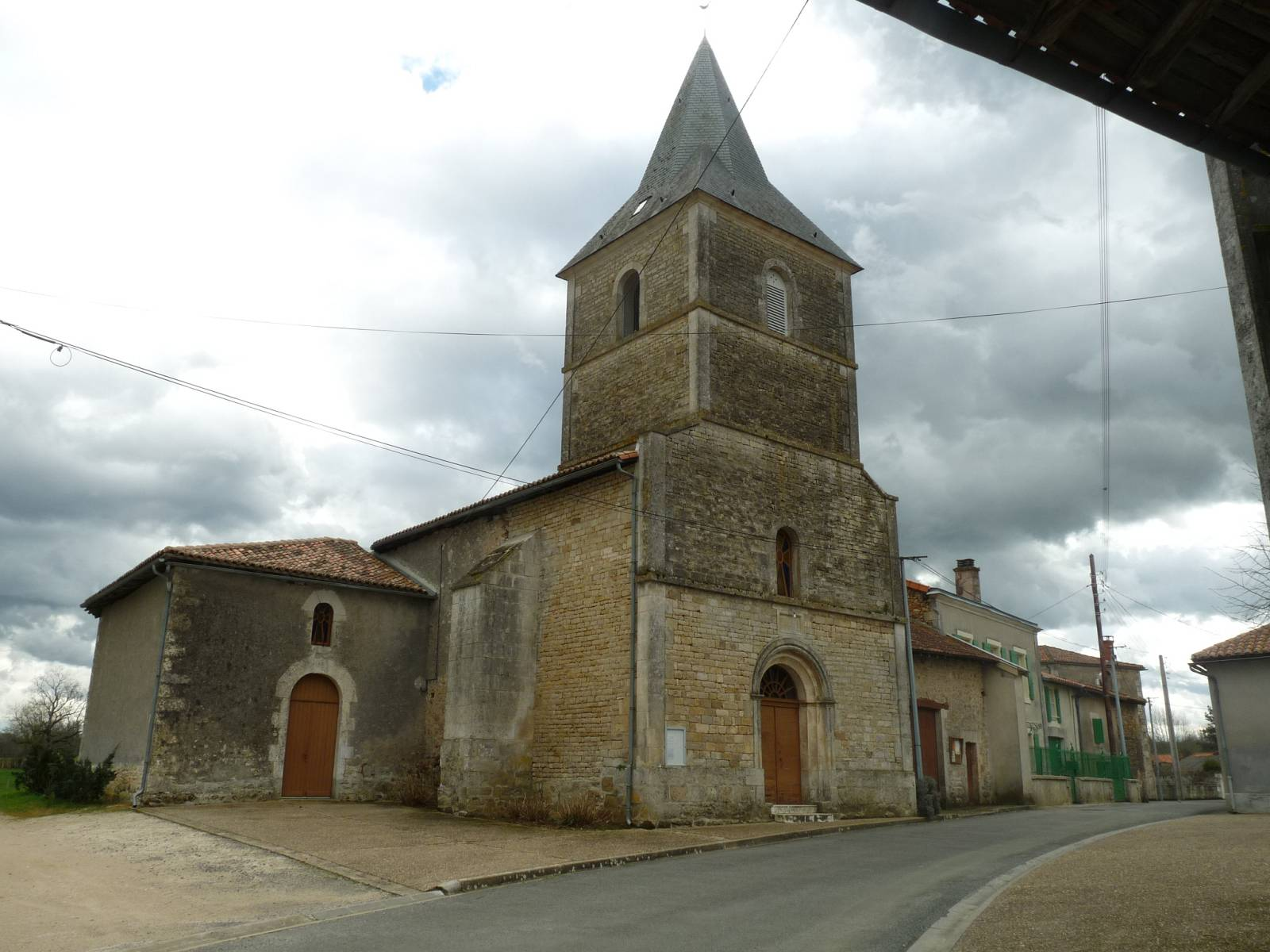
Церковь Сен-Вивьен
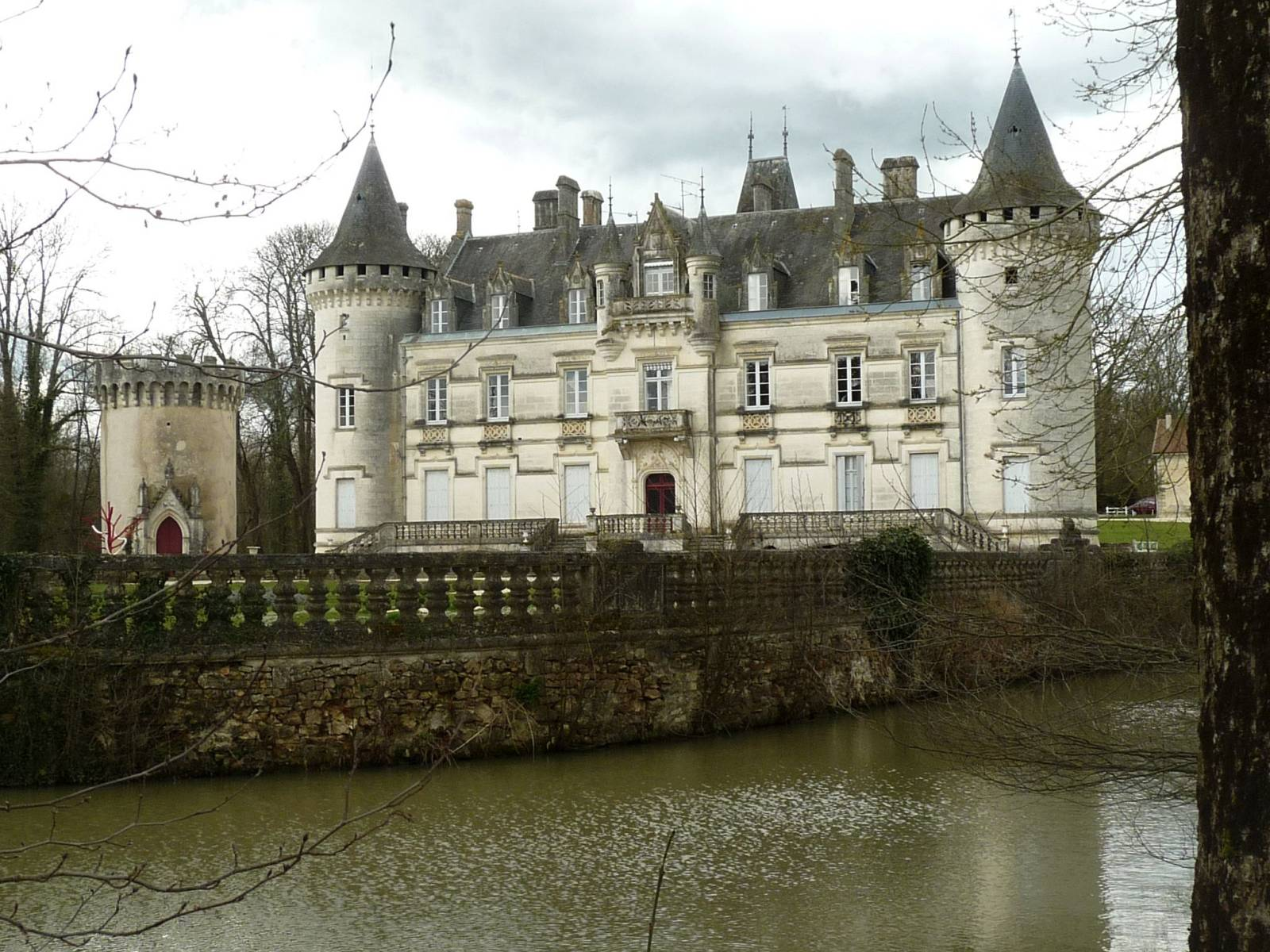
Замок Ньёй[фр.]
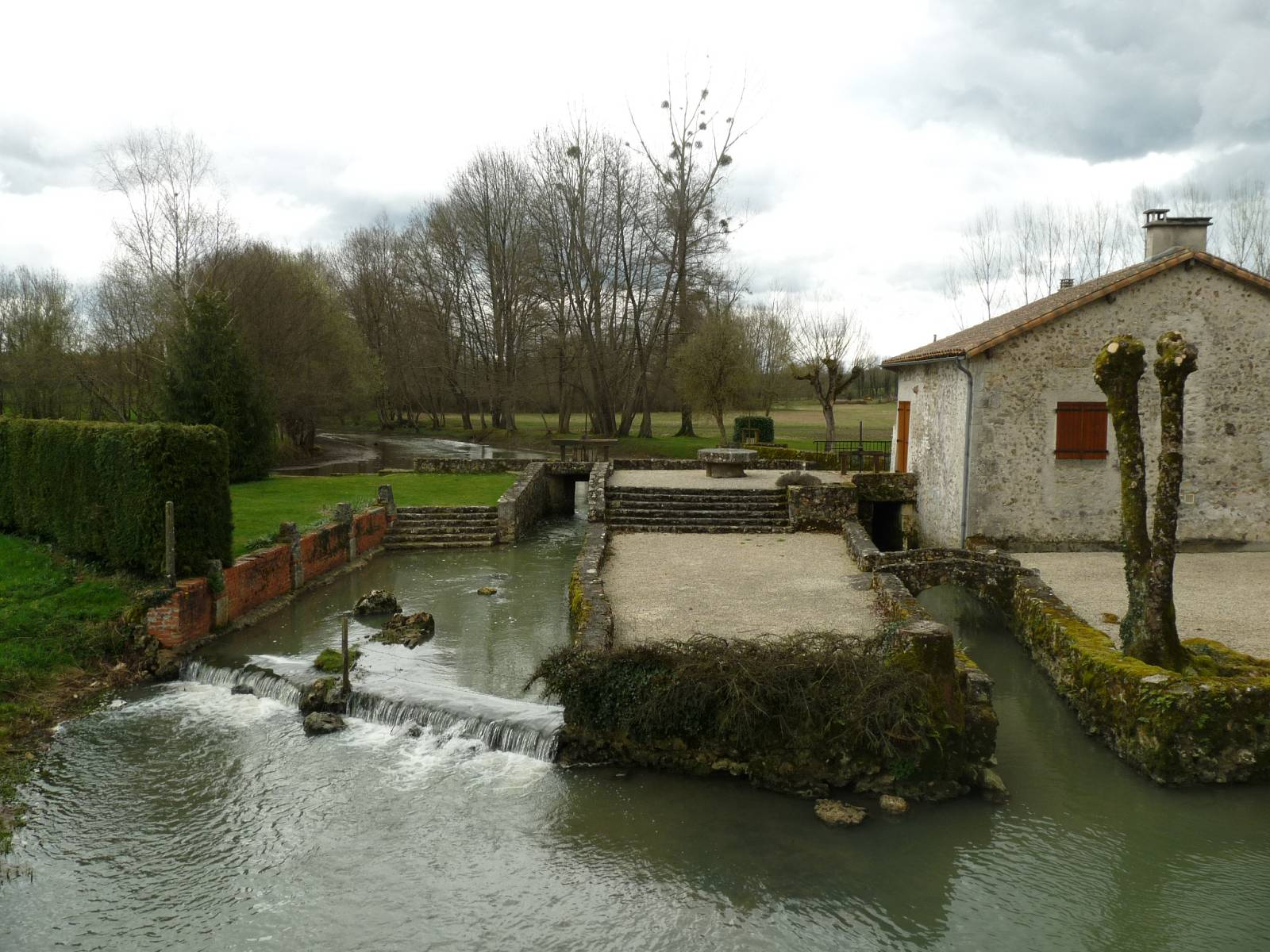
Река Сон